# Guyot Horizon
Le guyot Horizon est un guyot (un mont sous-marin volcanique) situé sur le plateau médio-pacifique, dans l'océan Pacifique Nord. Il s'agit d'une crête allongée de plus de 300 kilomètres de long sur 4,3 kilomètres de haut, qui s'étend dans une direction nord-est/sud-ouest et comporte deux sommets plats. Il s'élève à une profondeur minimale de 1 443 mètres. Le plateau médio-pacifique et donc aussi le guyot Horizon se trouvent à l'ouest d'Hawaï et au nord-est des îles de la Ligne.
Le guyot Horizon a probablement été formé au Crétacé par un point chaud, mais les preuves sont contradictoires. Une activité volcanique s'est produite au cours de l'ère Turonienne-Cénomanienne, il y a 100,5 à 89,8 Ma et un autre stade a été daté comme ayant eu lieu il y a 88 à 82 Ma. Entre ces épisodes volcaniques, des dépôts de carbonates provenant d’environnements lagunaires et récifaux se sont déposés et ont formé du calcaire. Des îles volcaniques se sont également développées sur le guyot Horizon et ont été colonisées par des plantes.
Le guyot Horizon est devenu un mont sous-marin pendant la période coniacienne-campanienne. Depuis lors, de l'exsudat pélagique s'est accumulé sur le mont sous-marin, formant une couche épaisse qui est encore modifiée par les courants océaniques et par divers organismes qui vivent sur le mont sous-marin. Les sédiments ont également subi des glissements de terrain et des croûtes de ferromanganèse ont été déposées sur des roches exposées.

## Nom et historique de la recherche
Le mont sous-marin porte le nom du navire de recherche RV Horizon (en) et est aussi connu sous le nom de Horizon Ridge, en français : crête Horizon, Horizon Tablemount, en français : mont sous-marin Horizon, Gora Khorayzn ou Гора Хорайзн. Durant le projet de forage en haute mer (en), des carottages appelés Site 44 et Site 171, sont obtenus sur le guyot Horizon, en 1969 puis en 1971,. Une autre carotte de forage est obtenue au nord du mont sous-marin sur le site 313, en 1973. Ce mont sous-marin est le plus étudié des monts sous-marins du plateau médio-pacifique et on en sait plus sur sa morphologie que n'importe quel autre mont sous-marin des moyennes montagnes du Pacifique.